# Trichoglossus haematodus

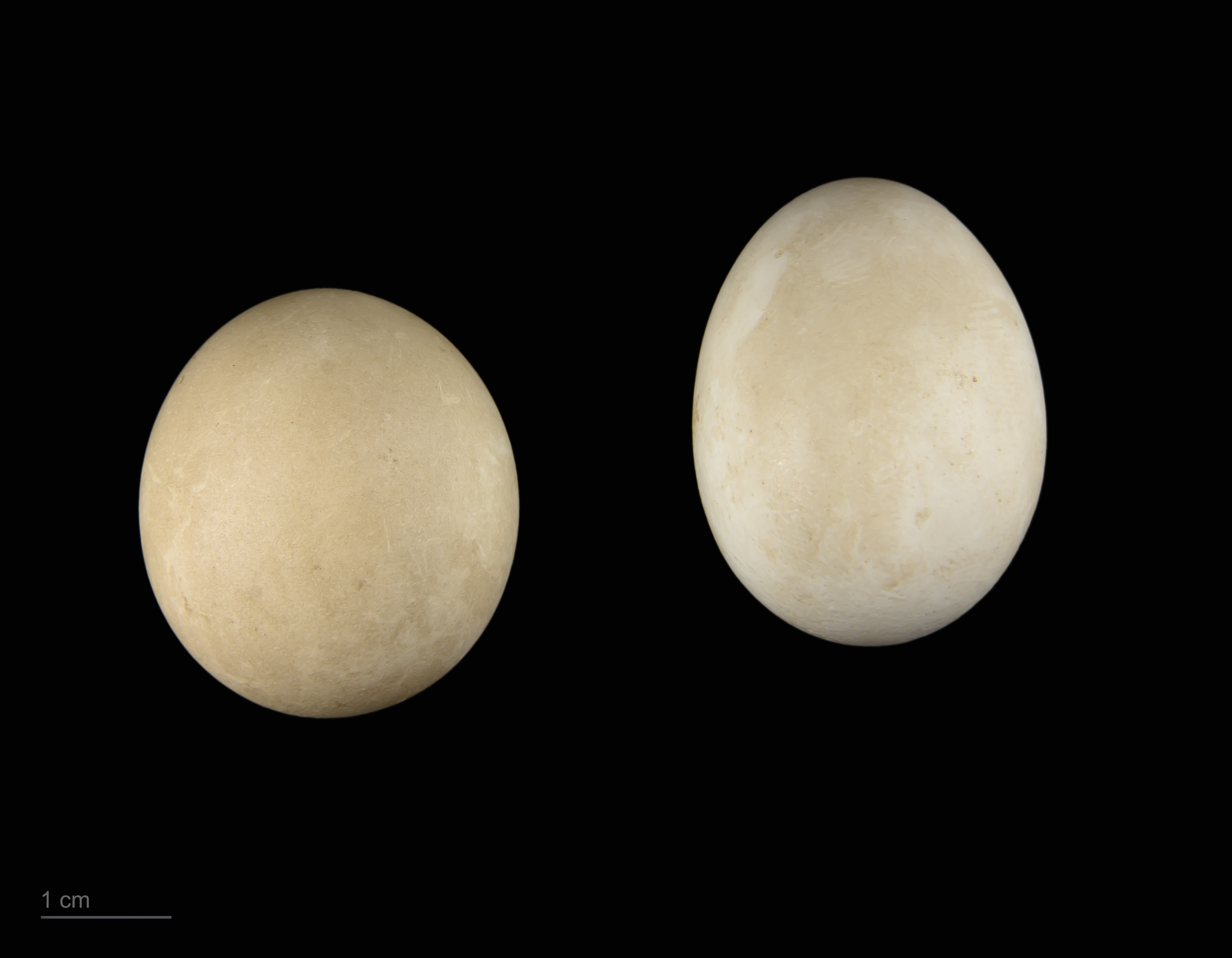
Trichoglossus haematodus - MHNT

El lori arcoíris, tricogloso arcoíris o lori de cocotero (Trichoglossus haematodus) es una especie de ave psitaciforme de la familia Psittaculidae que se distribuye por Nueva Guinea, Indonesia, Timor, Vanuatu, Islas Salomón y Nueva Caledonia. Presenta unas seis subespecies, que se distinguen por los patrones de coloración del plumaje. Vive en todo tipo de hábitats, en especial en las selvas lluviosas, matorrales costeros y zonas boscosas, formando bandadas de 5 a 20 ejemplares.
En cautiverio son como cualquier otra ave; necesitan amor para que vayan tomando confianza y se vuelven muy amorosos y apegados con las personas. Por ser un ave muy cariñosa y juguetona, requiere que le dediquemos más tiempo, por lo que no es idónea para personas con poco tiempo libre, por esto mismo, también se recomienda que se encuentren en jaulas o espacios amplios, acompañados de juguetes que puedan usar, sobre todo los que hagan ruido o les permitan trepar o picotear. Son aves muy amigables y juguetonas, por ello es necesario que tengan el espacio suficiente para que éstas no se estresen. Sin embargo, no son tan amigables con otros tipos de loros, ya que poseen un carácter territorial, pudiendo ser agresivos con ellos. Otro dato curioso es que es un loro fanático del baño, por lo que sería ideal adaptar un recipiente como su bañera.
Mide de 25 a 32 cm de largo, según la subespecie. Es frugívoro principalmente, complementando su dieta con insectos y semillas. Anida en huecos del tronco de los árboles, poniendo en promedio dos huevos, de color blanco, que incuba entre 23 y 26 días [cita requerida].

## Taxonomía
Tiene numerosas subespecies descritas:
- T. h. haematodus (Linnaeus, 1771) - Islas sur de las Molucas, oeste de las islas de Papúa, y oeste de Nueva Guinea.
- T. h. nesophilus Neumann, 1929 - Islas del Almirantazgo.
- T. h. flavicans Cabanis & Reichenow, 1876 - Islas del Almirantazgo e isla Nuevo Hanover.
- T. h. massena Bonaparte, 1854 - Archipiélago Bismarck, islas Salomón y Vanuatu.
- T. h. deplanchii Verreaux,J & Des Murs, 1860 - Nueva Caledonia e islas de la Lealtad.
- T. h. nigrogularis Gray,GR, 1858 o caeruleiceps Albertis & Salvadori, 1879 - Este de las islas Kai, islas Aru y sur de Nueva Guinea. En ocasiones consideradas subespecies diferentes.[5]